# Гредаль, Ева
Ева Вильхельмсон Гредаль (дат. Eva Wilhelmson Gredal; 19 февраля 1927, Нёрресуннбю, Ольборг — 2 августа 1995, Stege, Зеландия) — датский политический и государственный деятель. Член партии «Социал-демократы». Депутат Европейского парламента (1979—1989). Министр социальных дел (1971—1973 и 1975—1978). Депутат фолькетинга (1971—1975 и 1977—1979).

## Биография
Родилась 19 февраля 1927 года в Нёрресуннбю.
Ева Гредаль выросла в небогатой семье. Отец Альберт Тууре (Albert W. Tuure) был пекарем-кондитером и часто болел, а мать шила на заказ одежду. Временами семье приходилось довольствоваться пособиями по безработице и социальной помощью, и это пробудило в Еве Гредаль социальную активность.
В 1954 году получила профессию социального работника в Социальном университете (Den Sociale Højskole).
В 1954—1971 годах работала социальным работником.
Работала в Датском союзе социальных работников (Dansk Socialrådgiverforening), была заместителем председателя в 1958—1959 годах и председателем в 1959—1967 годах.
Занималась проблемами женщин. Была членом и некоторое время — заместителем председателя Датского женского общества (Dansk Kvindesamfund, DK).
В 1990—1992 годах была председателем движения Europabevægelsen.
Умерла 2 августа 1995 года.

## Политическая карьера
Баллотировалась на парламентских выборах 1968 года от «Социал-демократов» в Восточном избирательном округе, но не была избрана.
По результатам парламентских выборов 1971 года избрана депутатом фолькетинга от «Социал-демократов» в Восточном избирательном округе. Переизбрана на следующих выборах 1973 года.
11 октября 1971 года назначена министром социальных дел в однопартийном правительстве меньшинства под руководством Енса Отто Крага. В этой роли она провела реформу пособий по болезни, обеспечившую единые правила их получения, и Закон о помощи, объединивший большое количество законов в социальной сфере. Сохранила пост в следующем однопартийном правительстве меньшинства под руководством премьер-министра Анкера Йёргенсена. Правительство ушло в отставку 19 декабря 1973 года.
13 февраля 1975 года вновь назначена министром социальных дел в однопартийном правительстве под руководством премьер-министра Анкера Йёргенсена. Правительство ушло в отставку 30 августа 1978 года.
Баллотировалась на выборах 9 января 1975 года от «Социал-демократов» в Восточном избирательном округе, но не была избрана. Замещала в фолькетинге депутата Оле Эсперсена с 21 по 31 марта и с 9 по 11 сентября 1975 года, с 25 марта по 1 апреля и с 26 мая по 4 июня 1976 года.
Вновь избрана депутатом фолькетинга на выборах 1977 года от «Социал-демократов» в Восточном избирательном округе.
По результатам первых общеевропейских выборов 1979 года избрана депутатом Европейского парламента. Была членом бюро группы «Социалисты». Переизбрана на следующих выборах 1984 года.